# Dose absorbée
 (décembre 2022).
Si vous disposez d'ouvrages ou d'articles de référence ou si vous connaissez des sites web de qualité traitant du thème abordé ici, merci de compléter l'article en donnant les références utiles à sa vérifiabilité et en les liant à la section « Notes et références ».
En radioprotection, la dose absorbée, ou, plus concisément, la dose, est l'énergie déposée par unité de masse par un rayonnement ionisant. On la rencontre également sous d'autres noms, notamment dose radiative ou dose radioactive en physique nucléaire.
Son intérêt premier est de quantifier l'énergie déposée dans un tissu biologique pour prévoir les effets déterministes et effets stochastiques d'une irradiation : planning de soins des cancers en radiothérapie ou curiethérapie, prédiction des risques de maladie en cas d'exposition accidentelle ou volontaire (radiologie), définition de normes de sécurité dans l'industrie nucléaire, etc.

## Définition
Soit un faisceau de rayonnements ionisants irradiant un élément d'un matériau, de volume dV, de masse volumique ρ et de masse dm = ρ*dV.
Soit dE l'énergie déposée dans cet élément par le faisceau, la dose absorbée D est alors :
{\displaystyle D\ =\ {\frac {\mathrm {d} E}{\mathrm {d} m}}\ =\ {\frac {1}{\rho }}\ {\frac {\mathrm {d} E}{\mathrm {d} V}}}
La dose absorbée mesure donc la densité massique d'énergie déposée par irradiation.
Elle se distingue du kerma (Kinetic Energy Released per unit Mass), qui est défini comme l'énergie transférée dans un élément de masse dm. En effet, lorsqu'une particule incidente interagit dans le milieu elle transfère une quantité d'énergie à une ou plusieurs particules secondaires (des électrons). Ces dernières vont alors parcourir une certaine distance dans le milieu en déposant leur énergie de façon continue (sous la forme d'une multitude d'interactions élastiques ou inélastiques). Ce parcours peut être plus grand que la dimension de l'élément de volume. Ainsi une partie seulement de l'énergie transférée (énergie donnée par la particule incidente) sera vraiment déposée dans dm. À l'entrée du milieu le kerma est généralement plus grand que la dose.

## Unité
L'unité de dose (et de kerma) du Système international est le gray (Gy) ; c'est une unité dérivée valant un joule par kilogramme : 1 Gy = 1 J/kg.
Le gray a officiellement supplanté d'anciennes unités qui restent cependant d'usage courant, notamment aux États-Unis :
- le rad (rd) valant 0,01 Gy = 1 cGy ;
- le röntgen (R), qui mesure en fait l'exposition, c'est-à-dire la charge électrique déposée par unité de masse.

Attention le Sievert (souvent utilisé dans les médias) est une unité de dose efficace. Alors que le Gray ne reflète que l'aspect purement physique du phénomène le Sievert prend en compte l'effet biologique du rayonnement, la radiosensibilité de l'organe touché.

## Applications
La dose absorbée est un concept fondamental pour la mesure des effets des rayonnements ionisants. Elle est utilisée dans tous les domaines où interviennent ces rayonnements (rayons X  et radioactivité), notamment : 
- physique nucléaire, industrie nucléaire, contrôle non destructif, électronique durcie ;
- radiothérapie : dans ce domaine la dose est l'unité de la prescription. Par exemple un cancer du sein est généralement traité par une dose de 50 Gy en 25 fractions de 2 Gy ;
- imagerie médicale : radiologie, médecine nucléaire, radiopharmacie ;
- radioprotection des travailleurs exposés, de la population et de l'environnement ;
- étude des risques et gestion des accidents liés aux rayonnements ionisants.

La mesure de la dose absorbée constitue une science en soi, la dosimétrie. La dosimétrie est un domaine pluri-disciplinaire, où se rencontrent notamment physique nucléaire, physique médicale, radiologie et radiobiologie.
La dose absorbée par irradiation externe est mesurée à l'aide d'instruments de mesure dédiés, les dosimètres. En cas de contamination radioactive, la dose ne peut être mesurée : elle est alors estimée en partant de mesures de spectrométrie gamma (anthroporadiamétrie).
La dose absorbée peut également être calculée (plus ou moins précisément) à l'aide d'outils de simulation informatique. En clinique, l'application la plus importante de ces méthodes de calcul est l'optimisation de la distribution de dose délivrée aux patients pour la radiothérapie, par le biais des systèmes de planification des traitements.

Relation entre dose absorbée, dose équivalente et dose efficace (CIPR)

La dose absorbée est utilisée directement pour les travaux fondamentaux et pour l'étude des effets déterministes aux fortes irradiations (>1 Gy). Pour l'étude des effets stochastiques des faibles irradiations (<1 Gy) sur les tissus biologiques, on utilise des quantités dérivées qui prennent en compte des facteurs correctifs liés à l'efficacité biologique relative du rayonnement considéré et à  la sensibilité relative du tissu exposé, la dose équivalente et la dose efficace, exprimées en sieverts (Sv).